# Diestrammena omninocaeca
Diestrammena omninocaeca is een rechtvleugelig insect uit de familie grottensprinkhanen (Rhaphidophoridae). De wetenschappelijke naam van deze soort is voor het eerst geldig gepubliceerd in 2006 door Gorochov, Rampini & di Russo.